# Nuasjärvi
Nuasjärvi (Nuasjärvi–Rehja) – jezioro w Finlandii, w regionie Kainuu, gminach Sotkamo i Kajaani. Ma 96,44 km² powierzchni, 42 m głębokości i liczącą 171,31 km długości linię brzegową. Z wód jeziora bierze swój początek Kajaaninjoki.